# Aloys Sonntag
Aloys Sonntag (* 26. Februar 1913 in Gelsenkirchen; † 6. Juni 1979 in der Schweiz) war ein Siegener Architekt.

## Leben
Sonntag lebte seit 1938 in Siegen. Nach seiner Teilnahme am 2. Weltkrieg trat er 1947 in das Siegener Architekturbüro Born ein, das er zwischen 1948 und 1951 als selbstständiger Architekt übernahm. Das Büro führte Projekte in Nordrhein-Westfalen, Rheinland-Pfalz, Hessen, Bayern, Baden-Württemberg, Schleswig-Holstein und Spanien aus, neben Industrieanlagen wie Hallen-, Verwaltungs- und Sozialbauten auch Geschäftshäuser, Wohnhäuser, Altenheime, Jugendheime, Kindergärten und Gemeindezentren. Einen großen Bereich nahmen der Neubau und die Erweiterungen von Sakralbauten sowie unter Denkmalschutz stehender Bauwerke ein, wie Restaurierungen von Kirchen und Kapellen. Allein für das Erzbistum Paderborn wurde Sonntag mit dem Bau von 25 Kirchen beauftragt.
Von seinen zwei Kindern ist sein Sohn (geb. 1953) ebenfalls als Architekt in Siegen tätig und führt das Büro Sonntag weiter. Sonntag war Mitglied im Bund Deutscher Architekten. Er starb 1979 während eines Urlaubs in der Schweiz bei einem Verkehrsunfall.

## Werk
Kirchenbauten (Auswahl):

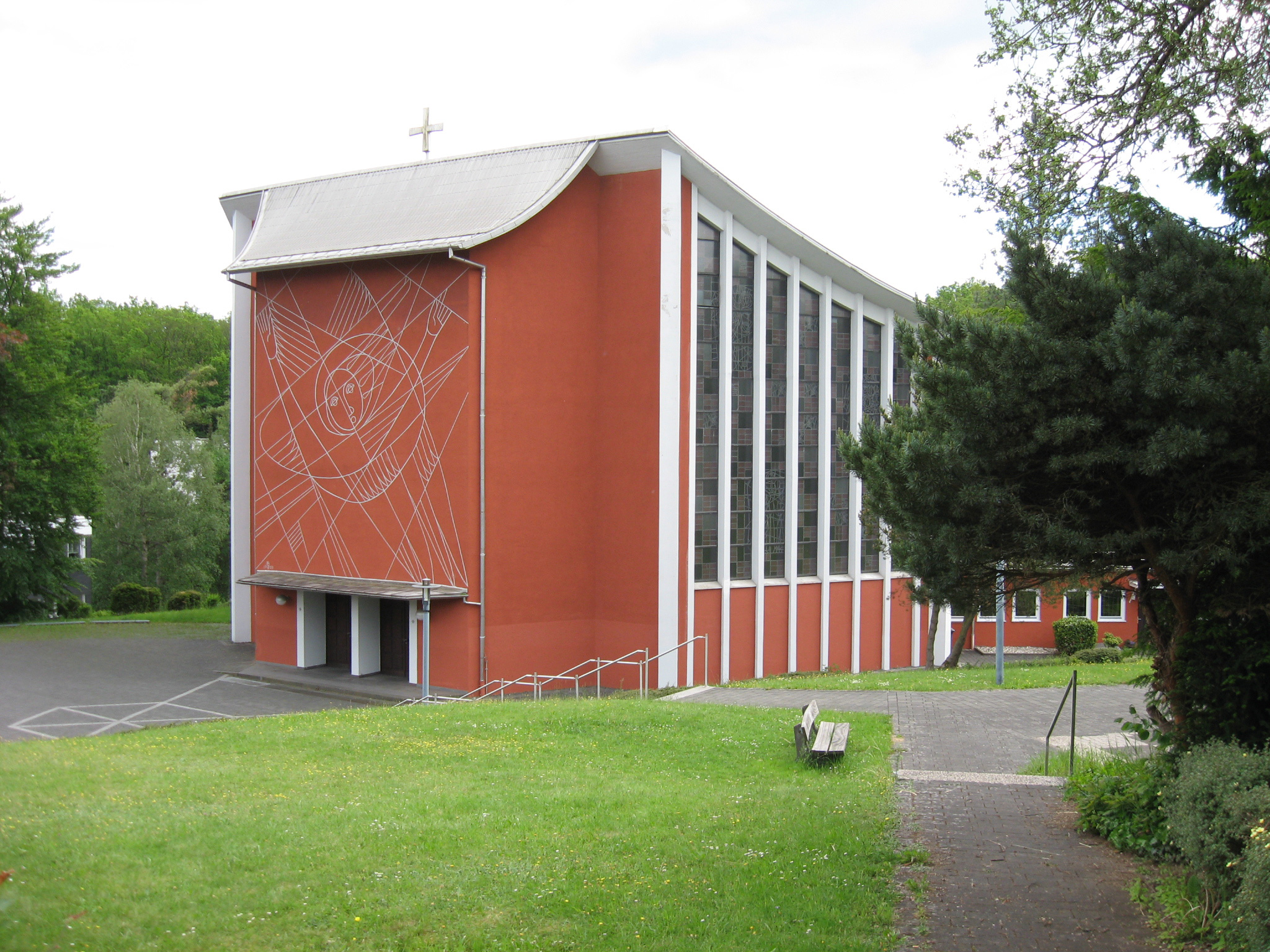
St. Maria Immaculata, Siegen

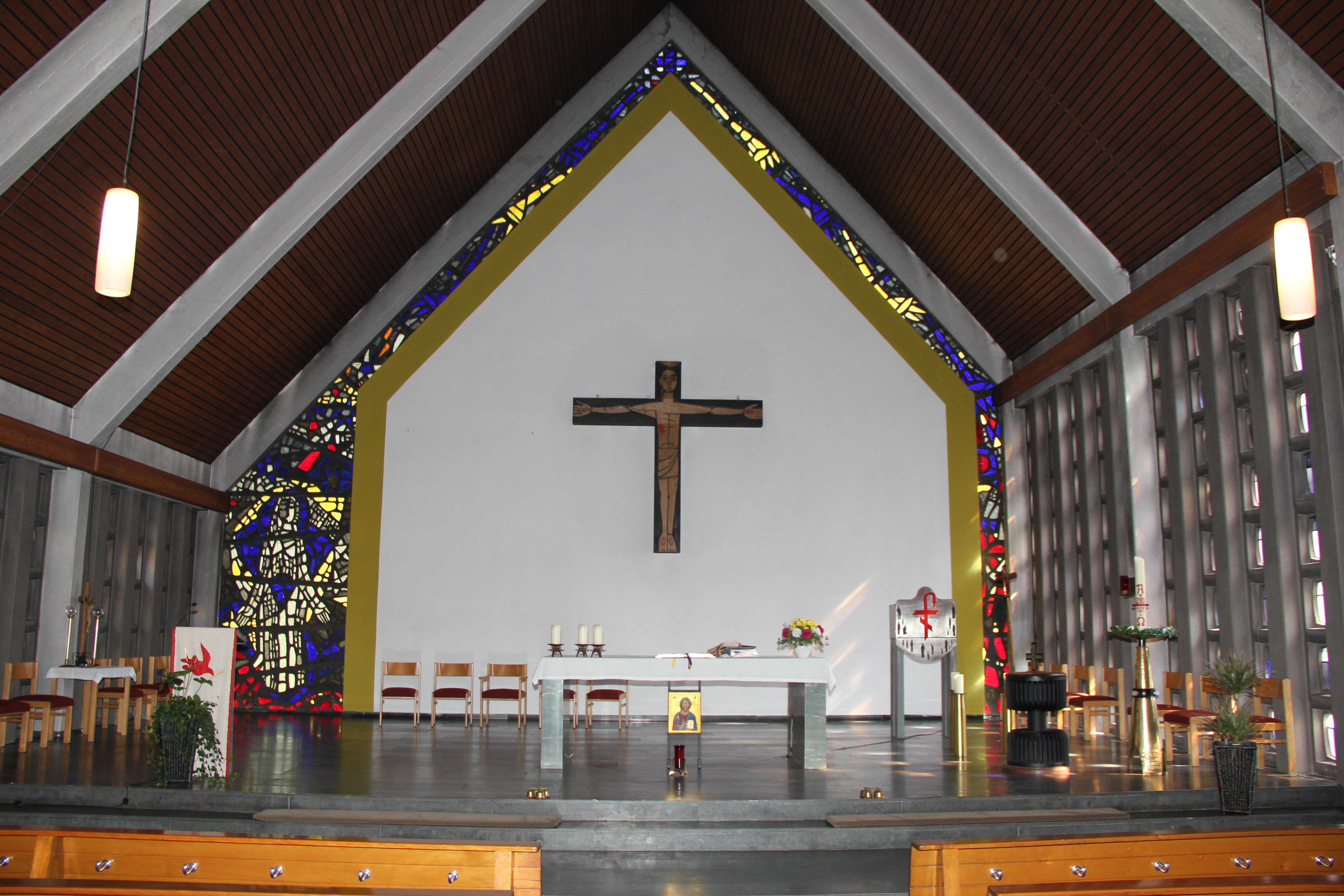
Maria, Königin des Friedens, Augustdorf

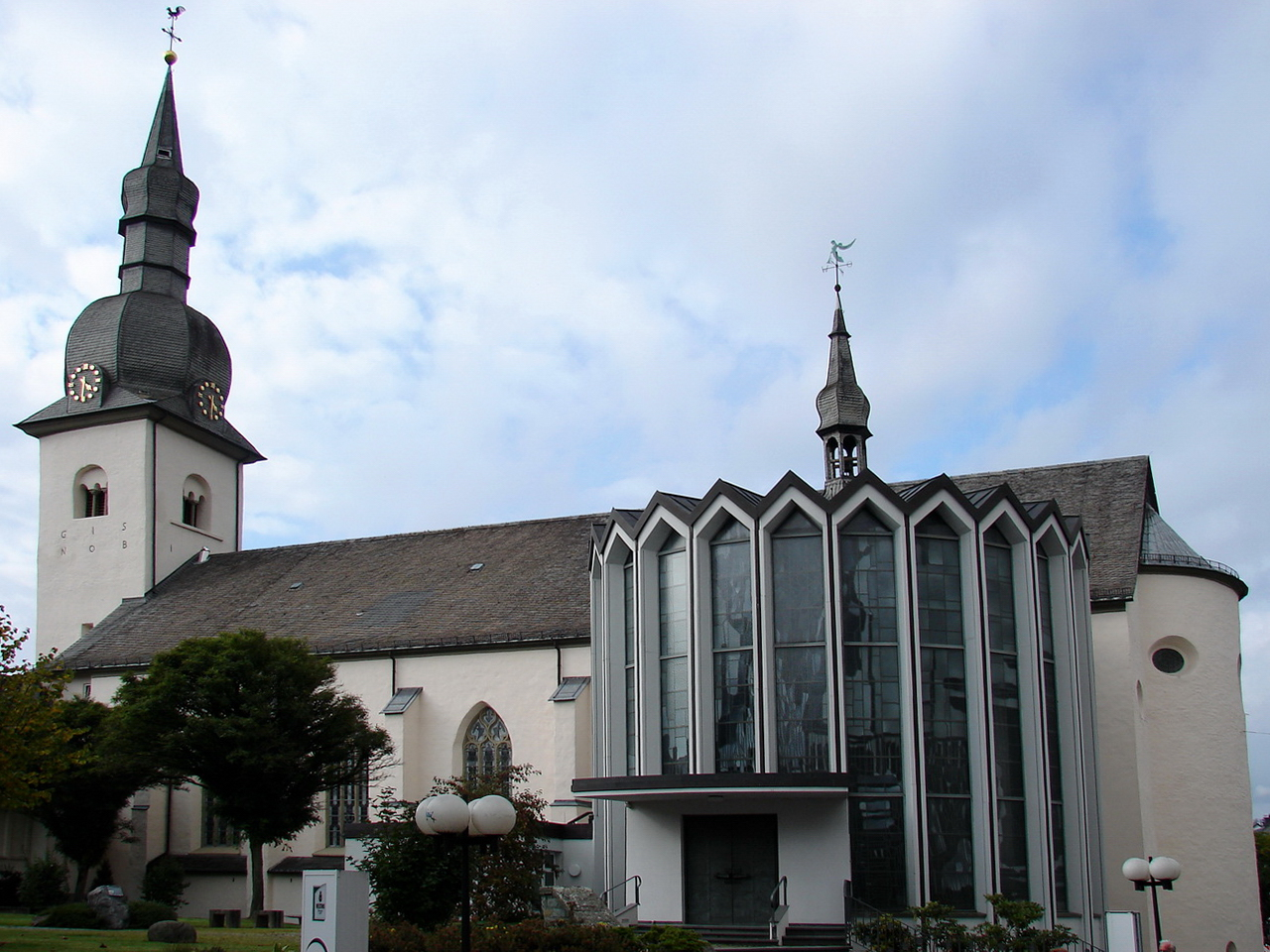
St. Walburga, Meschede

- 1956 – 1957: katholische Kirche Heilig Kreuz, Siegen-Weidenau
- 1956 – 1957: katholische Kirche St. Josef, Wilnsdorf-Wilgersdorf
- 1957 – 1958: Turm der katholischen Pfarrvikarie St. Sebastian, Netphen-Walpersdorf
- 1958: Kapelle St. Elisabeth, Netphen-Helgersdorf
- 1958 – 1959: katholische Kirche St. Maria Immaculata, Siegen, im Wohngebiet Wenscht von Geisweid, eingetragen in der Denkmalliste der Stadt Siegen.[6] Der Entwurf von Sonntag orientierte sich zwar an gotischen Wandgliederungen, geriet aber durch die von ihm verwendeten neuen stilprägenden geschwungenen Formen der 1950er Jahre zur „damals modernsten Kirche des Siegerlandes“.[7]
- 1958 – 1959: St. Peter und Paul, Lage
- 1959 – 1960: katholische Kirche Maria, Königin des Friedens, Augustdorf. Die Kirche verbindet tradierte mit modernen Elementen, indem zeitgenössische Details mit einer traditionellen Kubatur verknüpft werden.[2] Das Bauwerk steht unter Denkmalschutz.[8]
- 1959 – 1960: katholische Kirche St. Augustinus, Hilchenbach-Dahlbruch
- 1960: St. Johannes Baptist, Rheda-Wiedenbrück
- 1960 – 1961: katholische Kirche Christus König (Erweiterung), Erndtebrück
- 1963 – 1964: katholische Pfarrkirche St. Marien, Freudenberg (Fenster von Georg Meistermann). Erste Rundkirche im Bistum Paderborn, die später mit einem freistehenden Turm komplettiert wurde.
- 1963 – 1964: katholische Kirche St. Antonius von Padua, Attendorn-Windhausen
- 1963 – 1964: Kirche Heilig Geist, Detmold-Pivitsheide
- 1964 – 1965: St. Walburga, Meschede
- 1965 – 1966: St. Joseph (Erweiterung), Siegen-Weidenau
- 1966–1967: Herz Mariä, Lünen-Horstmar
- 1966 – 1967: Herz Jesu (Erweiterung), Wilsndorf-Niederdielfen
- 1968 – 1969: St. Antonius, Kirchhundem-Silberg
- 1968 – 1969: St. Petrus und Anna, Bad Laasphe. Die Kirche steht seit 2018 unter Denkmalschutz.
- 1968 – 1970: St. Ewaldi, Dortmund-Aplerbeck[9]
- 1972 – 1973: katholische Kirche St. Bartholomäus, Kirchhundem-Würdinghausen
- 1973: St. Laurentius (Erweiterung), Wilnsdorf-Rudersdorf
- 1973 – 1974: St. Antonius von Padua, Hagen-Kabel
- 1975 – 1977: Mariä Heimsuchung, Dortmund-Bodelschwingh, Gemeindezentrum mit integrierter Kirche und Turm[10]

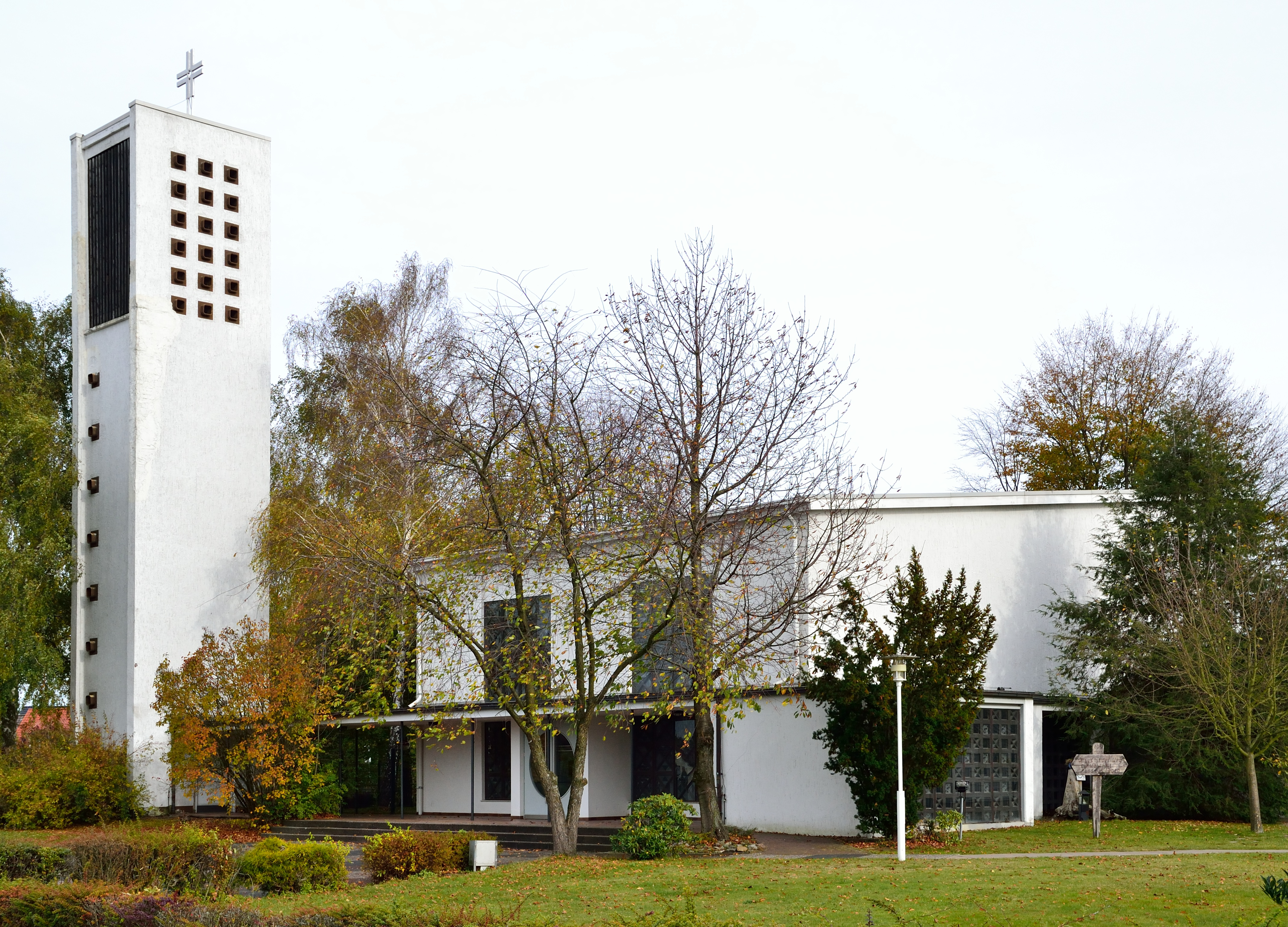
Heilig Geist, Pivitsheide
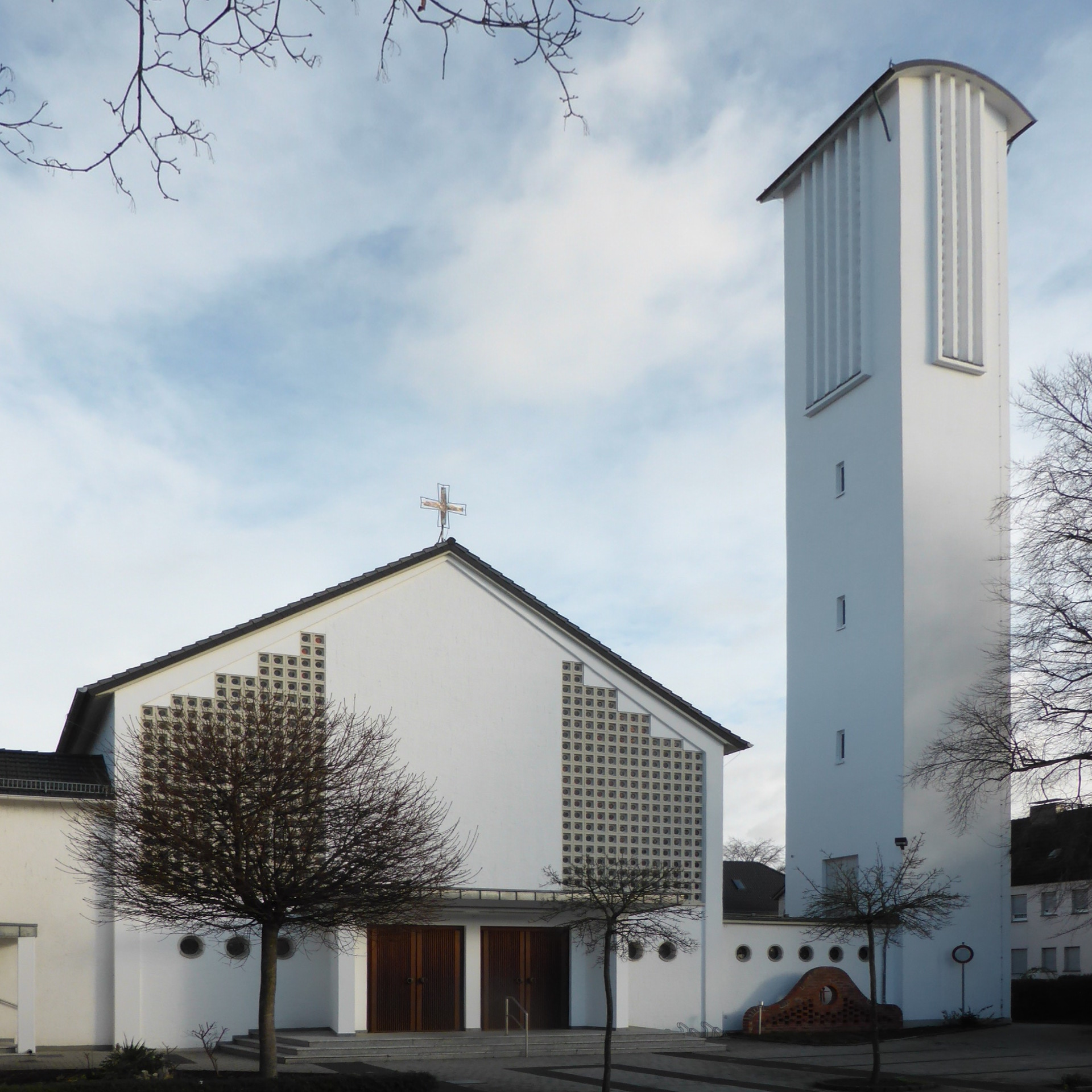
Peter und Paul, Lage
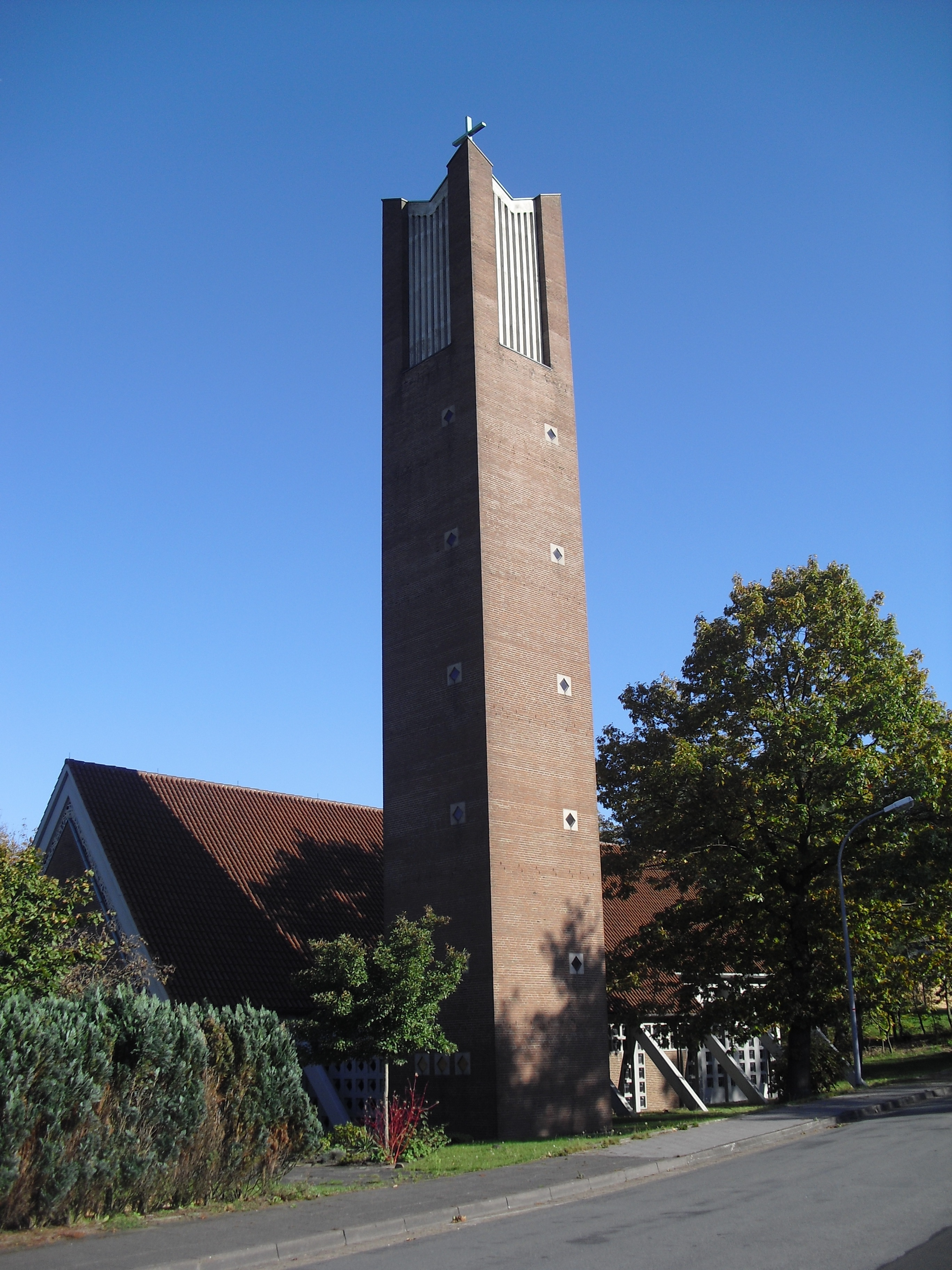
Maria, Königin des Friedens, Augustdorf
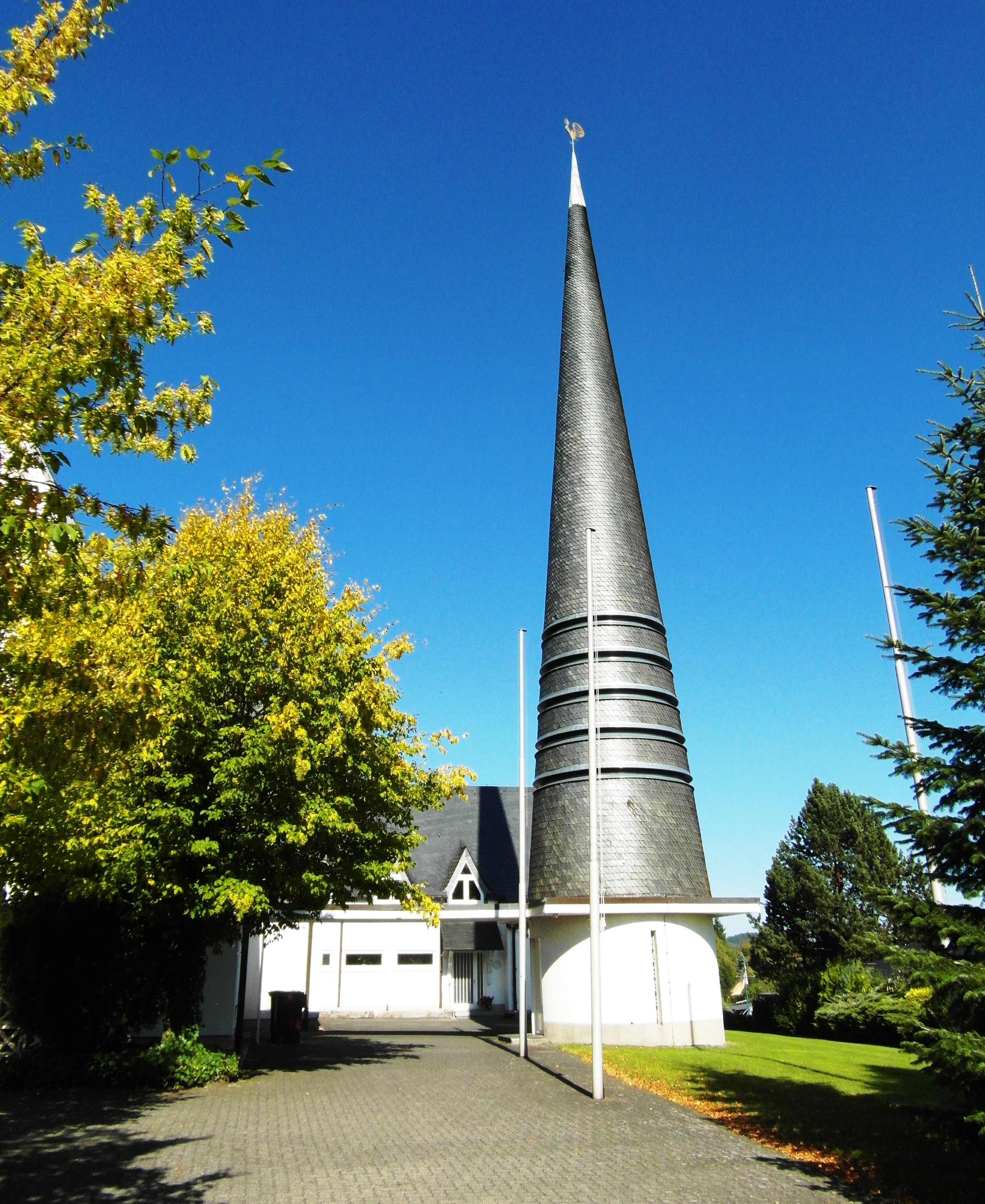
St. Antonius von Padua, Windhausen
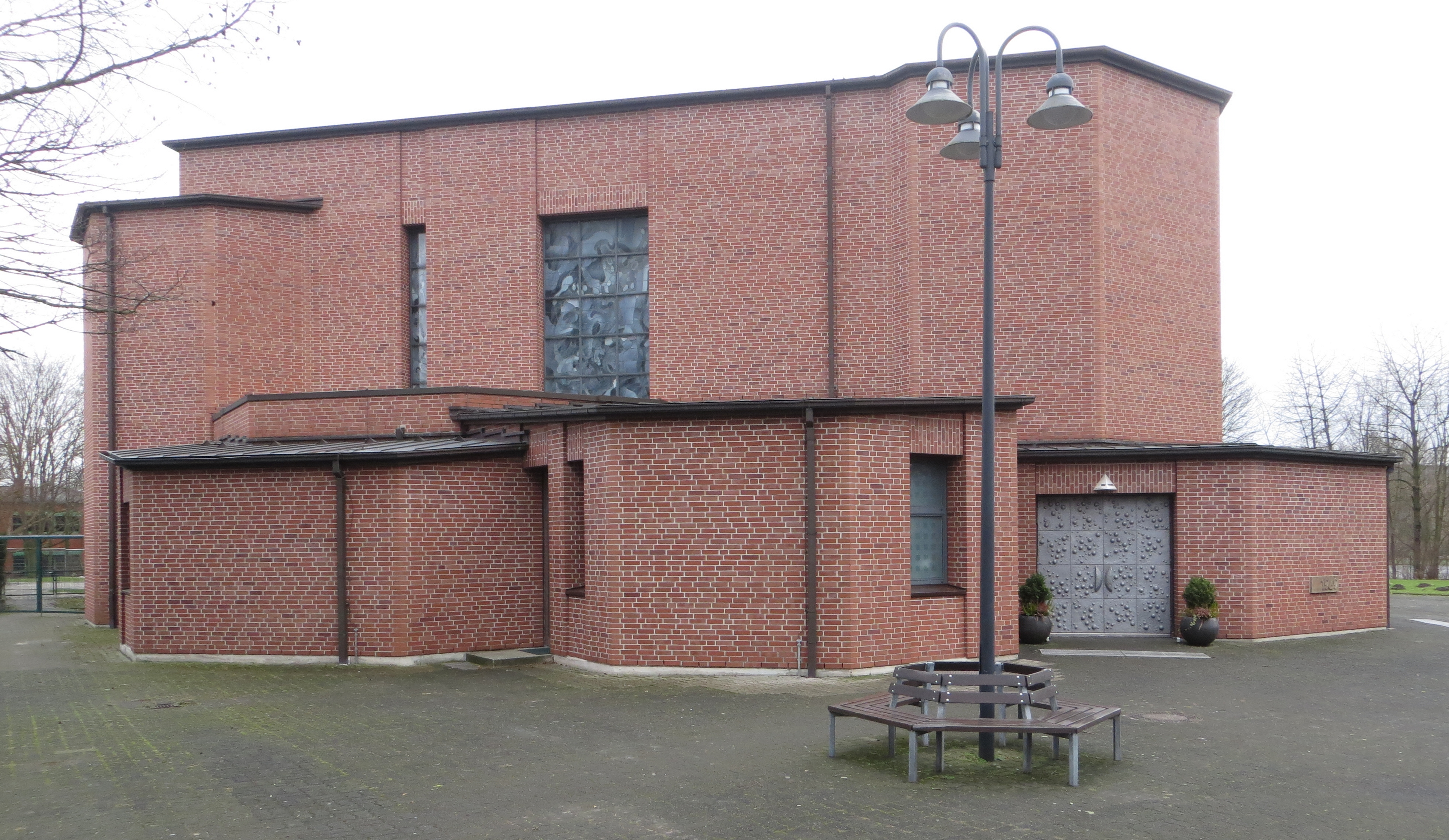
St. Ewaldi, Dortmund-Aplerbeck
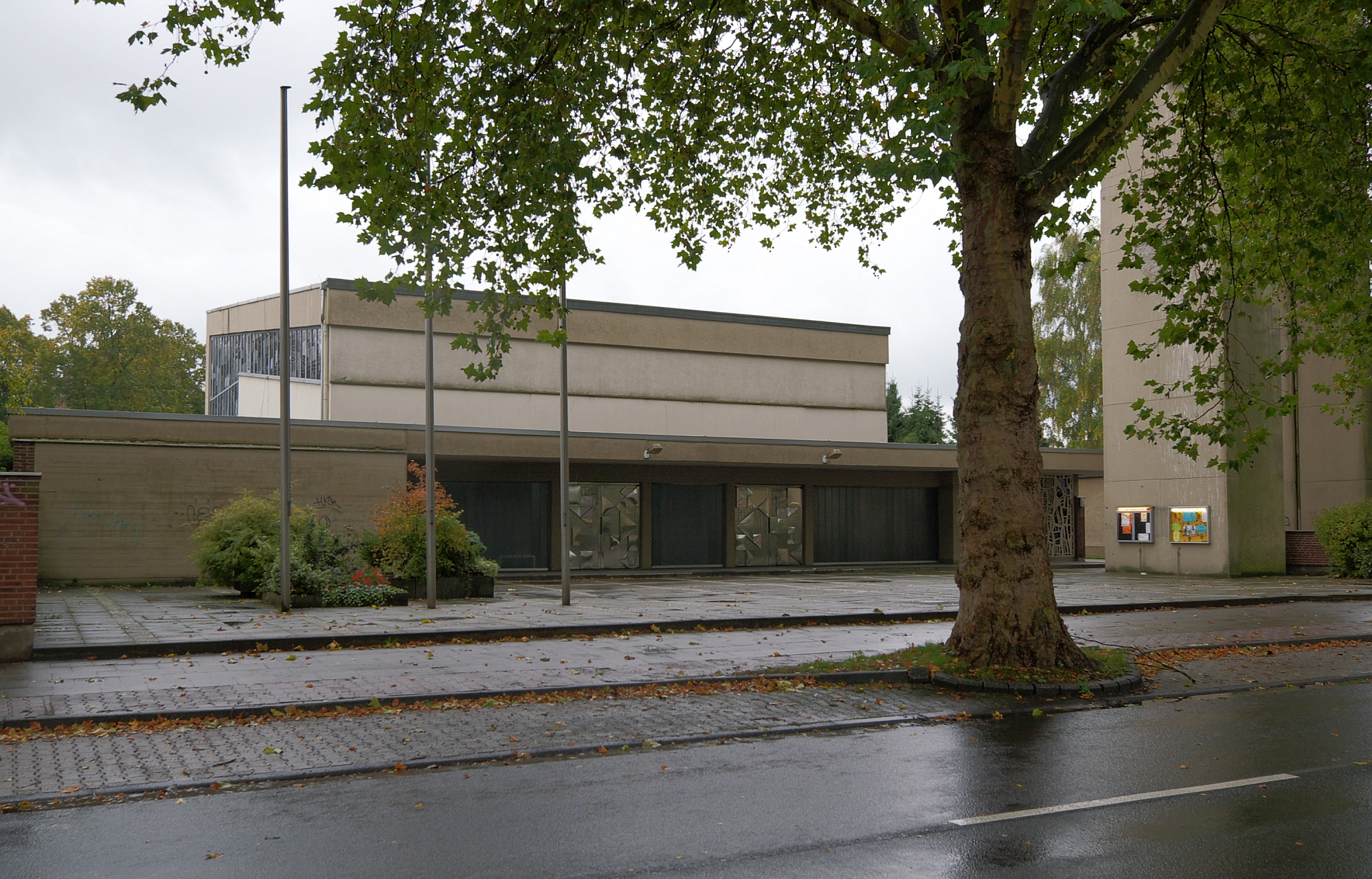
Herz Mariä, Lünen-Horstmar
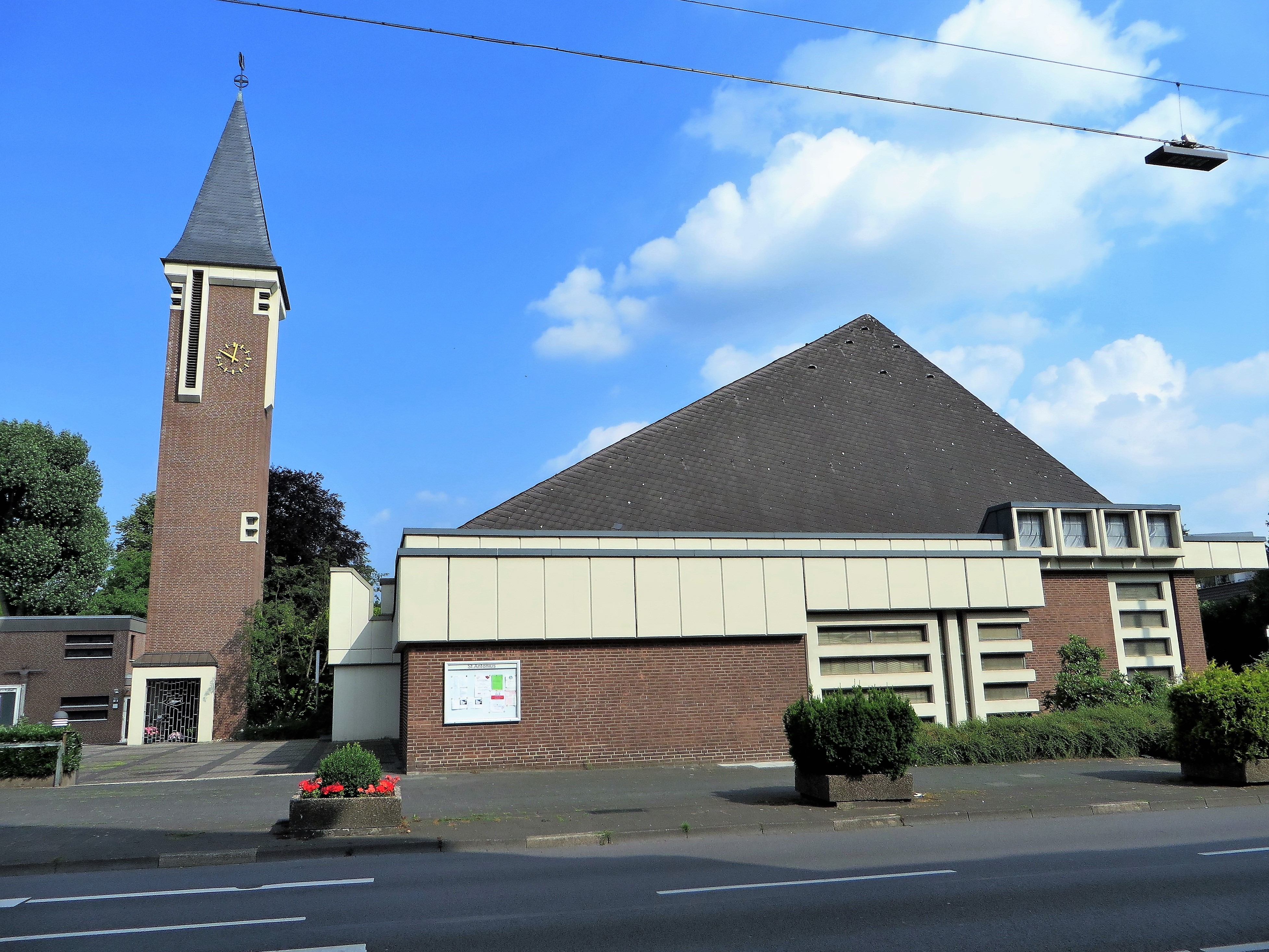
St. Antonius von Padua, Hagen-Kabel
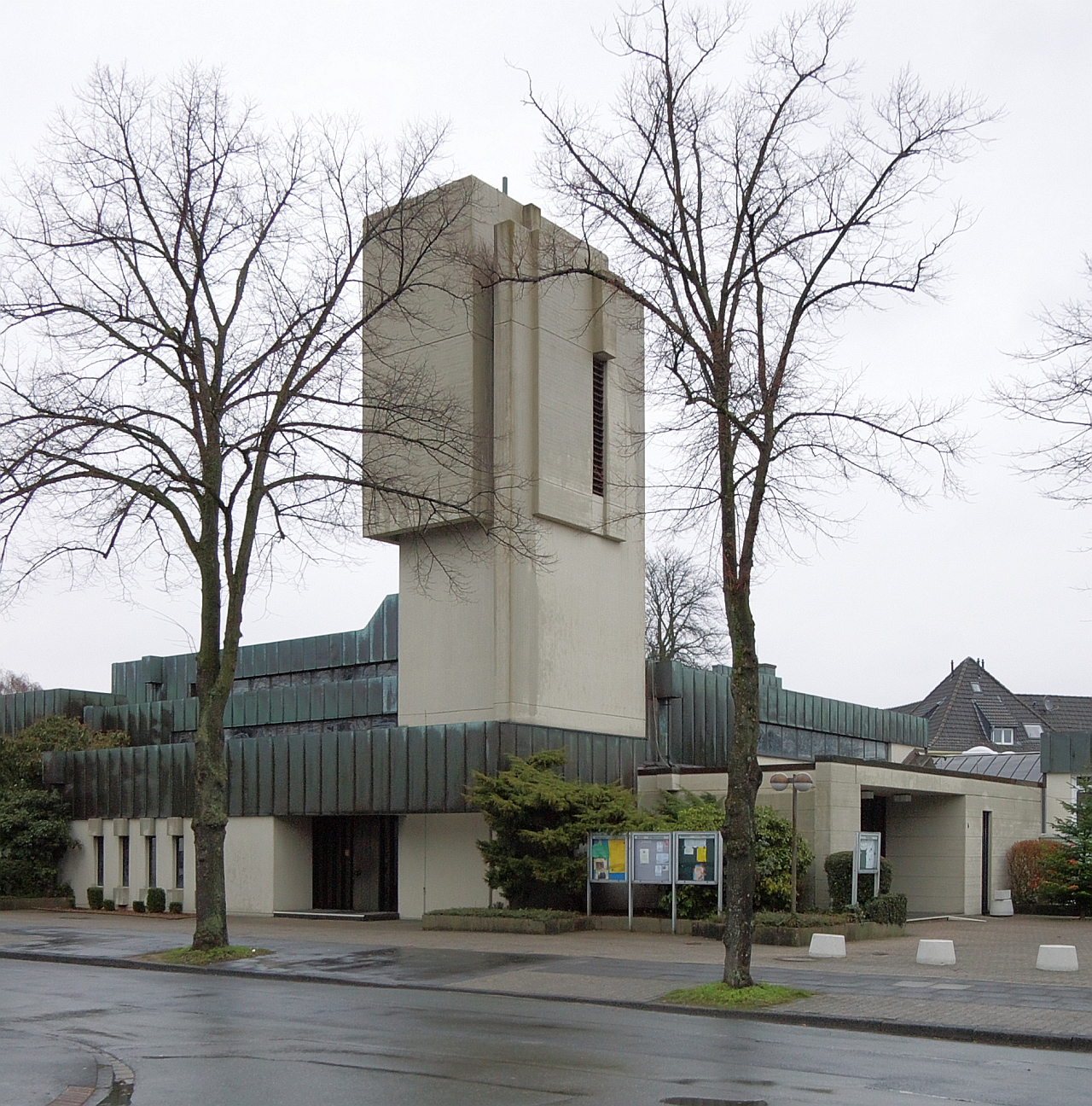
Mariaä Heimsuchung, Dortmund-Bodelschwingh
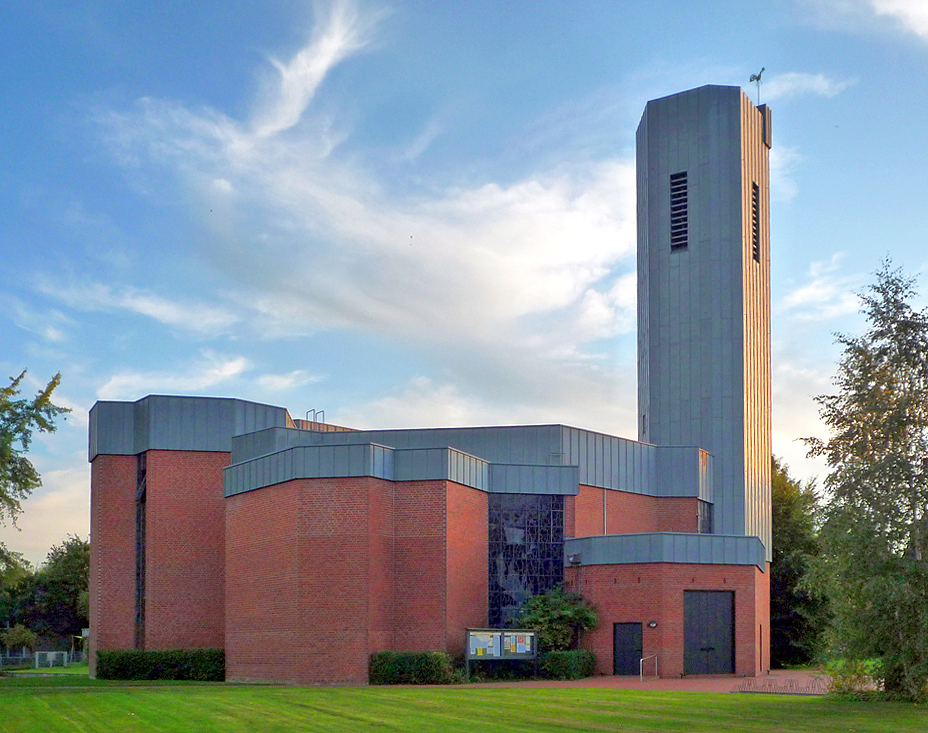
St. Johannes Baptist, Rheda-Wiedenbrück